# Калташ (Алтайский край)
Калташ — село в Красногорском районе Алтайского края. Входит в состав Красногорского сельсовета.

## История
Основано в 1883 году. В 1926 году аил Калташ состоял из 75 хозяйств. В национальном составе населения того периода преобладали татары. В административном отношении являлось центром Калташского сельсовета Старо-Бардинского района Бийского округа Сибирского края.

## Население
| 1926 | 2002 | 2006 | 2007 | 2008 | 2009 | 2010 | 2011 | 2012 | 2013 |
| ---- | ---- | ---- | ---- | ---- | ---- | ---- | ---- | ---- | ---- |
| 301  | ↘76  | ↘39  | ↘20  | ↗28  | →28  | ↘5   | ↘4   | ↗5   | →5   |

Национальный состав
Согласно результатам переписи 2002 года, в национальной структуре населения русские составляли 91 %, фактически — кряшены.